# Valverde (República Dominicana)
Valverde és una província del nord oest de la República Dominicana. Va ser creada el 1959 a partir de la divisió de la província de Santiago. La seva capital és Santa Cruz de Mao. Limita al nord amb la província de Puerto Plata, a l'est i al sud amb la província de Santiago, al sud-oest amb la província de Santiago Rodríguez i a l'oest amb la província de Monte Cristi.
Des del 20 de juny de 2006, la província està dividida en els següents municipis:
- Santa Cruz de Mao, municipi de cap de la província; districtes: Ámina, Guatapanal i Pueblo Nuevo
- Esperanza, districtes: Boca de Mao, Jicomé, Maizal i Paradero
- Laguna Salada, districtes: Cruce de Guayacanes, Jaibon i La Caya

Llista dels municipis amb població segons el cens de 2012:
| Nom               | Població total | Població urbana | Població rural |
| ----------------- | -------------- | --------------- | -------------- |
| Esperanza         | 70.588         | 52.732          | 17.856         |
| Laguna Salada     | 30.041         | 20.470          | 9.571          |
| Santa Cruz de Mao | 106.818        | 80.925          | 25.893         |
| Total província   | 207.447        | 154.127         | 53.320         |

La província va rebre el nom de Valverde en honor de José Desiderio Valverde, oficial de l'exèrcit dominicà durant la Guerra Dominicana-Haitiana, nascut a Santiago de los Caballeros. Va ser president de la República Dominicana durant un any (juliol de 1857 - agost de 1858).